# László Nagy (polityk)
László Nagy (ur. 10 sierpnia 1948 w Bodinie) – słowacki psycholog i polityk narodowości węgierskiej, dysydent, przewodniczący Węgierskiej Niezależnej Inicjatywy (1990–1998), wiceprzewodniczący Partii Węgierskiej Koalicji (1998–2002), wicemarszałek Słowackiej Rady Narodowej (1990–1992).

## Życiorys
Ukończył studia z dziedziny psychologii na Uniwersytecie Komeńskiego w Bratysławie. Był prezesem młodzieżowego klubu akademickiego im. Attili Józsefa w Bratysławie (1967–1970). W okresie komunizmu pracował jako socjolog. Był wśród założycieli rady ochrony praw mniejszości węgierskiej w Czechosłowacji.
Był członkiem założycielem Niezależnej Inicjatywy Węgierskiej oraz sygnatariuszem jej manifestu programowego z 18 listopada 1989, następnie objął w 1990 funkcję przewodniczącego ugrupowania, którą sprawował do 1998. W latach 1990–1992 był wiceprzewodniczącym Słowackiej Rady Narodowej z ramienia ruchu Społeczeństwo Przeciwko Przemocy. Reelekcję do Rady Narodowej uzyskiwał w latach 1992, 1994, 1998, 2002 i 2006. Od maja do lipca 2004 był posłem do Parlamentu Europejskiego V kadencji.
Od 1996 sprawował funkcję wiceprzewodniczącego Międzynarodówki Liberalnej. Po wejściu Węgierskiej Niezależnej Inicjatywy w skład Partii Węgierskiej Koalicji w 1998 został jej wiceprzewodniczącym (do 2002). W 2009 przystąpił do nowego ugrupowania politycznego pod nazwą Most-Híd, z ramienia którego z powodzeniem kolejny raz ubiegał się o reelekcję w wyborach w 2010. W 2012 nie został ponownie wybrany.